# Tratado de Selymbria
O Tratado de Selymbria foi um acordo concluído em 3 de setembro de 1411 entre a República de Veneza e o príncipe otomano Musa Çelebi, governante da porção européia do Império Otomano Rumélia), em Selymbria. O tratado repetiu amplamente acordos anteriores entre Veneza e governantes otomanos e reconheceu as posses da República na Grécia e na Albânia.

## Plano de fundo
Veneza esteve entre os signatários do Tratado de Gallipoli em 1403 com Süleyman Çelebi, governante da parte européia do Império Otomano. Renovado em 1409, garantiu um período de relações pacíficas entre a República e os otomanos, em troca do pagamento de um tributo anual por parte de Veneza. No entanto, em 1410-11, Süleyman foi derrotado e derrubado por seu irmão, Musa Çelebi. Ao contrário de Süleyman, Musa, que dependia muito dos invasores akinji, seguiu uma política extremamente hostil aos seus vizinhos cristãos. Os ataques contra o Império Bizantino e a Sérvia, que havia parado depois de 1403, recomeçou, com expedições contra a Sérvia e os remanescentes do Império Bizantino. 
Após a derrota e morte de Süleyman, os venezianos inicialmente prevaricaram; seus pagamentos aos otomanos foram autorizados a caducar, mas o bailo (enviado permanente) na capital bizantina, Constantinopla, foi ordenado a contatar Musa e assegurar-lhe as intenções pacíficas da República, enquanto Veneza debatia sobre o curso de ação adequado. Uma moção para aproveitar a ocasião e tentar apreender Gallipoli foi derrotada no Senado veneziano e, finalmente, em 4 de junho de 1411, o Senado nomeou Giacomo Trevisancomo seu embaixador em Musa. Embora reconhecendo que, devido aos desenvolvimentos em andamento, ele deveria exercer seu próprio julgamento conforme necessário, o Senado forneceu a Trevisan instruções detalhadas - de acordo com o historiador Dimitris Kastritsis, "um raro vislumbre da situação complexa em Rumeli, conforme percebida por Veneza no final da primavera e início do verão de 1411, uma época sobre a qual pouco se sabe".

## Instruções de Trevisan.

Mapa do sul dos Balcãs e da Anatólia ocidental em 1410. Os territórios otomanos estão marcados em tons de marrom, território bizantino em rosa e áreas com influência veneziana em verde

Trevisan foi instruído a repetir as costumeiras felicitações e garantias de boa vontade da República. Para ganhar o favor de Musa, ele também deveria sugerir que outros "príncipes e comunidades" se ofereceram para se juntar a Veneza contra Musa, mas que a República os rejeitou, preferindo renovar com Musa as boas relações que ela mantinha com seus antecessores. Trevisan deveria garantir que qualquer tratado incluísse as possessões e protetorados venezianos na Grécia: as cidades e fortalezas de Pteleos, Argos, Nauplia, Lepanto, Coron e Modon, as ilhas de Creta, Negroponte (Eubeia), Lepanto, Tinos e Mykonos. A navegação pacífica e sem moléstias nos Dardanelos e nas proximidades de Tenedos deveria ser garantida, e a provisão do tratado de 1403 para a cessão de uma faixa de terra de cinco milhas de largura na costa continental através da Eubéia foi reafirmada.
Trevisan também deveria levantar a questão da cidade de Patras, que Veneza vinha alugando desde 1408 de seu arcebispo latino, Stephen Zaccaria. Em 1409, os venezianos concordaram em pagar 500 ducados por ano para a cidade e seus arredores, mas Trevisan foi instruído a garantir que doravante o tributo seria cobrado do príncipe da Acaia, Centurione II Zaccaria, uma vez que a cidade não era formalmente território veneziano.. Se pressionado, no entanto, ele foi autorizado a pagar a quantia, mas exigir que, no futuro, o pagamento fosse combinado com o príncipe da Acaia e o arcebispo latino. De maneira semelhante, as posses de Veneza na Albânia também deveriam ser incluídos no tratado. Trevisan deveria parar na Dalmácia e na Albânia em seu caminho para o leste e perguntar sobre a situação política mais ampla: através de um notário local, Veneza havia concluído um acordo com Pasha Yiğit Bey, governante de Skopje, para a proteção de suas posses na Albânia contra Balša III e outros governantes locais, em troca de uma soma anual de 500 ducados, mas o Senado não sabia se Pasha Yiğit ainda estava vivo, ou qual era sua posição no regime de Musa. Trevisan deveria verificar a situação, adquirir documentos sobre quais territórios estavam sob controle veneziano na época e renovar o acordo de proteção nos mesmos termos. Outro tópico de preocupação para a República era o Marquesado de Bodonitza na Grécia central, que era governado pela família veneziana Zorzi. O pequeno principado havia sido recentemente conquistado pelos otomanos, com o marquês Jacob Zorzi sendo morto e seu herdeiro Nicolau II Zorzi levado cativo. Trevisan deveria negociar a libertação deste último, a restituição de seus domínios e sua inclusão no tratado.
Com relação ao tributo devido a Musa, Trevisan foi instruído a destinar as mesmas quantias estipuladas em 1409: 1 000 ducados para a Albânia, a serem pagos todo mês de agosto, juntamente com 100 ducados para Lepanto e 500 ducados para Patras. Se Musa exigia o pagamento atrasado de 1 000 ducados devidos a Süleyman, ele deveria argumentar que, como Balša havia sido autorizado a atacar as possessões venezianas na Albânia, o pagamento foi anulado; mas se Musa insistisse, Trevisan deveria conceder novamente a soma, exceto por 17 800 akçes subtraídos por um carregamento de escravos capturados do mercador veneziano Niccolò Barbo. Trevisan também foi autorizado a oferecer mais quantias aos principais tenentes de Musa, principalmente Mihaloğlu Mehmed Bey, Pasha Yiğit e Evrenos. O dinheiro deveria ser gasto a seu critério, seguindo sua avaliação do lugar deles na corte de Musa. Se as negociações para um tratado fossem bem-sucedidas, ele deveria garantir firmas escritas de Musa aos seus comandantes locais, informando-os do fato. Se, por outro lado, um tratado não fosse possível, Trevisan deveria pelo menos tentar garantir uma trégua de um ano. Se qualquer um deles falhasse, ele deveria ir a Constantinopla, informar Veneza sobre os desenvolvimentos e iniciar negociações para uma liga cristã com o imperador bizantino, Manuel II Paleólogo. Manuel já havia enviado a Veneza para enviar-lhe emissários para discutir tais assuntos; consequentemente Trevisan foi instruído a manter o propósito original de sua missão em segredo.
Para ajudar em sua missão, Trevisan recebeu cópias dos acordos anteriores e das cartas de enviados venezianos anteriores, bem como cartas de credenciamento a Pasha Yiğit e ao irmão de Musa, Mehmed Çelebi, caso ele devesse ter derrubado Musa na época de Trevisan. chegou - uma indicação clara de "quão complicada e incerta a situação em Rumeli havia se tornado" a essa altura. Ele recebeu um intérprete, Francesco Gezo de Modon, e recebeu um salário de 250 ducados nos primeiros quatro meses, e um salário mensal de 30 ducados depois disso. Ele deveria ser transportado para o leste na cozinha do capitão veneziano do Golfo.

## Conclusão do tratado
Já antes de Trevisan chegar à área, os representantes locais de Veneza chegaram a um acordo preliminar, através da mediação de um certo Pietro dei Greci ("Pedro dos Gregos"). O acordo já estava em vigor em 7 de junho, e os navios capturados por Musa haviam sido devolvidos com suas tripulações, embora as mercadorias confiscadas não. Trevisan chegou ao acampamento do príncipe otomano no final de julho, e o tratado final foi organizado em 12 de agosto fora de Constantinopla, que Musa estava sitiando na época. No entanto, devido a alguns desentendimentos entre os dois lados, uma ratificação formal foi adiada até 3 de setembro, quando Musa se moveu para sitiar Selymbria. Trevisan também partiu, e o tratado foi assinado em seu lugar pelo Capitão do Golfo, Pietro Loredan.
Uma versão veneziana do texto é preservada nos arquivos venezianos. De acordo com suas disposições, as relações entre as duas potências deveriam ser pacíficas, conforme regulamentado pelos tratados anteriores de 1403 e 1409. As posses de Veneza, incluindo suas recentes aquisições na Albânia, foram confirmadas, sob a condição de que o bailo em Constantinopla pagaria um tributo de 1 000 ducados a cada agosto. A posse de Lepanto também foi reconhecida, mas apenas da cidade e dos prédios e campos imediatamente adjacentes, pelos quais foram pagos 100 ducados em tributo. Para a cidade de Patras o tributo ficou em 500 ducados, mas seria negociado separadamente entre Musa e o bailo de Constantinopla e o arcebispo latino de Patras.